# David Balleri
David Balleri (* 28. März 1969 in Livorno) ist ein ehemaliger italienischer Fußballspieler.

## Karriere
David Balleris Fußballkarriere begann wie die seines Kollegen Cristiano Lucarelli bei Cuoiopelli Cappiano Romaiano. Balleri galt in der Serie A ob seiner vielen Wechsel als Wandervogel. So spielte er innerhalb von drei Jahren (von 1992 bis 1995) bei fünf verschiedenen Serie-A-Klubs. Ab 1995 blieb er seinen Vereinen mehrere Jahre treu, bei AS Livorno, seinem Heimatklub, spielte er zwischen 2002 und 2008 sechs Jahre lang. Im Oktober 2006 bestritt Balleri im Trikot von Livorno sein 300. Serie-A-Spiel beim 0:0 gegen die AC Siena.
Zur Saison 2007/2008 wurde David Balleri neuer Kapitän der AS Livorno, konnte jedoch nicht den Abstieg seines Klubs in die Serie B verhindern. Balleri wurde neben drei anderen Spielern von Livorno vorgeworfen, an einer Spielmanipulation beim 1:1 gegen Atalanta Bergamo beteiligt gewesen zu sein und wurde von der FIGC angeklagt. Nach dieser Saison wechselte Balleri zu Como Calcio in die Serie C2. Im Jahr 2009 beendete er seine Karriere.